# Bryconacidnus ellisi
Bryconacidnus ellisi är en fiskart som först beskrevs av Pearson 1924.  Bryconacidnus ellisi ingår i släktet Bryconacidnus och familjen Characidae. Inga underarter finns listade.